# Đội tuyển Davis Cup Nam Phi
Đội tuyển Davis Cup Nam Phi đại diện Nam Phi ở giải đấu quần vợt Davis Cup và được quản lý bởi Hiệp hội Quần vợt Nam Phi.
Nam Phi từng vô địch Davis Cup năm 1974 vì Ấn Độ rút lui trong trận chung kết như là một dấu hiệu phản đối chính sáchapartheid. Hiện tại đội thi đấu ở Nhóm II khu vực Âu/Phi. Đội từng tham gia Nhóm Thế giới giai đoạn 1995–1998.

## Lịch sử
Nam Phi lần đầu tiên tham gia Davis Cup vào năm 1913. Các vận động viên có nhiều trận thắng đơn nhất là Cliff Drysdale với 32 trận và nhiều trận thắng đôi nhất là Frew McMillan với 23 trận.

## Đội hình hiện tại (2017)
- Lloyd Harris
- Raven Klaasen
- Ruan Roelofse
- Nicolaas Scholtz